# Chimpanzee
Chimpanzee è un film documentario del 2012 diretto da Alastair Fothergill e Mark Linfield.
Si tratta di un documentario naturalistico realizzato dalla Disneynature.

## Trama
Oscar è un giovane scimpanzé comune che si ritrova da solo nelle foreste della Costa d'Avorio, fino a quando viene preso in custodia da un altro scimpanzé che lo tratta come se fosse suo figlio.